# Rub-tester farbowy

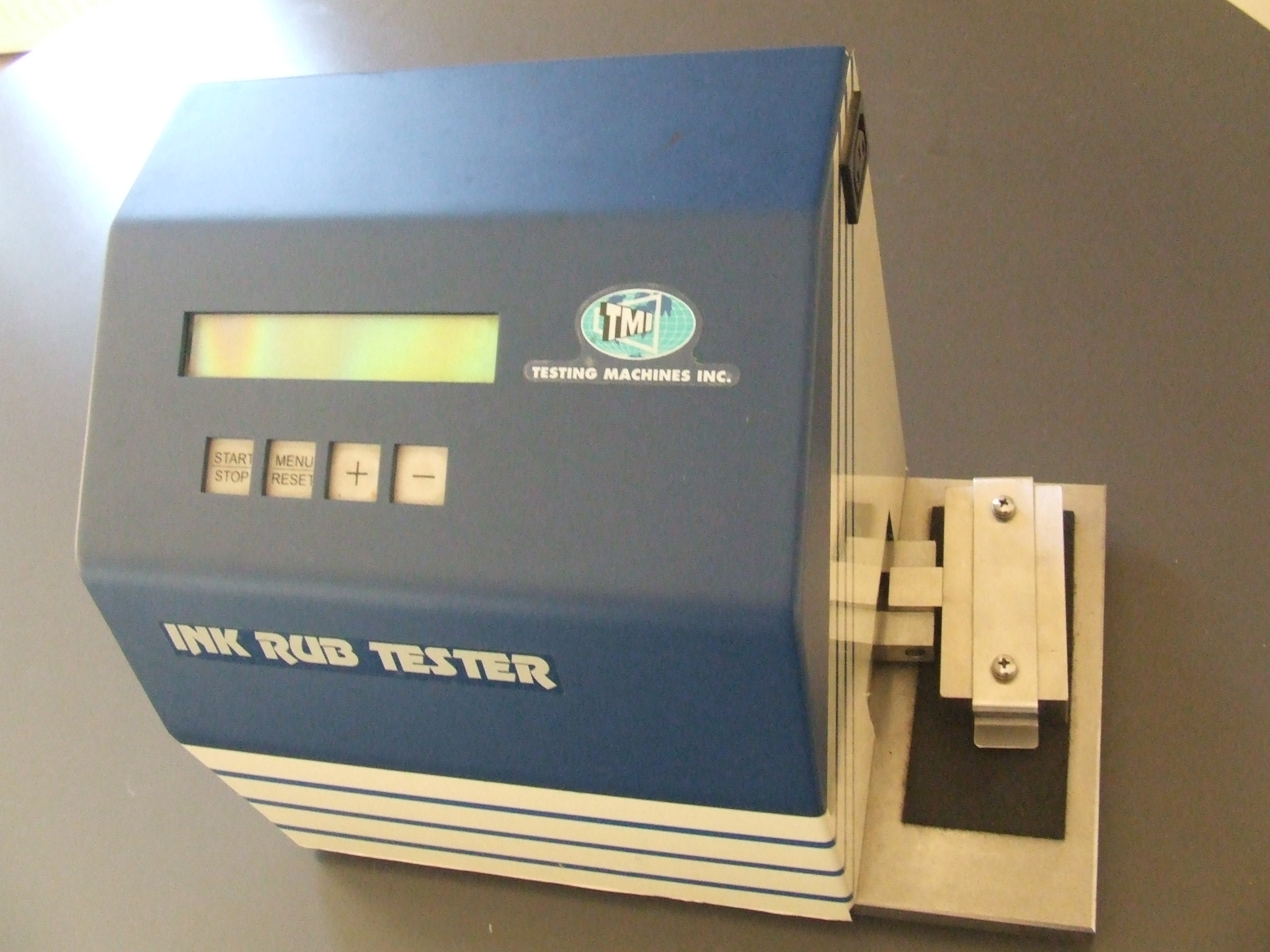
Rub-tester Sutherlanda

Rub-tester farbowy (tester ścieralności) – urządzenie mechaniczne, zasadniczo służące do badania odporności na ścieranie farb poligraficznych. Odporność farby na ścieranie ma szczególne znaczenie przy drukach narażonych na urazy mechaniczne, np. niektóre etykiety lub opakowania.
- Rub-tester Gavartiego: po dwa paski testowanego materiału wkładane są pomiędzy bloki wykonane z tworzywa sztucznego, pokryte antypoślizgowymi warstwami gąbki. Urządzenie zawiera kilka tego typu podwójnych bloków, co umożliwia testowanie kilku próbek jednocześnie. Podczas testowania bloki z parami próbek poruszają się względem siebie. W urządzeniu ustawia się siłę docisku pomiędzy blokami, częstotliwość wibracji, zasięg przesuwania się wzajemnego bloków. Jego wynalazca, Vandermeersche, zaleca, aby do oceny ścieralności stosować densytometr.
- Rub-tester Sutherlanda: zadrukowany pasek papieru z wyschniętą farbą jest pocierany niezadrukowanym paskiem papieru lub tkaniny bawełnianej. Obciążnik, pod którym przymocowany jest niezadrukowany pasek papieru lub tkaniny, zapewnia stały nacisk. Stosuje się obciążniki o wadze 0,9 kg lub 1,8 kg. Ramię rub-testera wykonuje ruchy posuwisto-zwrotne z zadaną liczbą cykli, po których ocenia się stopień starcia powierzchni zadrukowanej i ilość farby przeniesionej na powierzchnię niezadrukowaną. Im większa jest degradacja powierzchni zadrukowanej i im większa jest ilość farby przeniesionej na pasek niezadrukowany, tym mniejsza jest odporność farby na ścieranie. To urządzenie zostało uznane przez National Folding Paper Box Association za standardowy przyrząd do badania ścieralności.
- Rub-tester Taber Abraser: składa się z dwóch obrotowych kół o określonej strukturze powierzchni. Na stolik obrotowy, pod koła wkłada się próbkę testową. Po ustawieniu docisku kół do próbki włącza się urządzenie. Koła cierne ścierają powierzchnie próbki. Ubytki w próbce waży się na wadze analitycznej lub ze startego materiału tworzy się wodną zawiesinę i mierzy jej mętność. Tester ten częściej używa się do badania powłok niż powierzchni pokrytych farbami.

Testy na ścieranie mogą być przeprowadzone po zwilżeniu próbek płynami (woda, alkohol itp.), dzięki czemu mierzone są nie tylko odporności suchej farby na urazy mechaniczne. Niektóre typy rub-testerów pozwalają na dodatkowy test ścieralności w warunkach wysokich temperatur, co jest istotne dla druków narażonych na podwyższone temperatury i mikrofale.
Rub-testery stosowane są w laboratoriach i mieszalniach farb.